# Matt Reis
Matt Reis (Atlanta, 28 marzo 1975) è un allenatore di calcio ed ex calciatore statunitense, di ruolo portiere.

## Carriera
Il 1º aprile 2010 si prestò ad un pesce d'aprile giocato dalla squadra ai propri tifosi, impersonando il ruolo del fantomatico giocatore argentino proveniente da Gibilterra Luis "El Lobo" Fangoso.
Il 15 aprile 2013 era presente all'Attentato alla maratona di Boston. Sua moglie era presente come atleta alla maratona e lui, insieme a sua suocera Karen, la segue per sostenerla per tutta la maratona. Quando le due bombe sono esplose non solo ha salvato la moglie ma ha salvato, aiutato e soccorso alcune persone presenti alla strage. Il portiere dello New England Revolution è finito su YouTube ed è stato insignito del MLS Humanitarian of the Year Award (noto premio presente nella MLS che danno ai giocatori per i meriti fuori dal campo di calcio) proprio per quel gesto.

## Palmarès

### Competizioni nazionali
- MLS Supporters' Shield: 2

Los Angeles Galaxy: 1998, 2002
- US Open Cup: 1

Los Angeles Galaxy: 2001
- Campionato MLS: 1

Los Angeles Galaxy: 2002